# Aphirape
Genre
Aphirape est un genre d'araignées aranéomorphes de la famille des Salticidae.

## Distribution
Les espèces de ce genre se rencontrent en Amérique du Sud.

## Liste des espèces
Selon World Spider Catalog (version 18.0, 07/03/2017) :
- Aphirape ancilla (C. L. Koch, 1846)
- Aphirape boliviensis Galiano, 1981
- Aphirape flexa Galiano, 1981
- Aphirape gamas Galiano, 1996
- Aphirape misionensis Galiano, 1981
- Aphirape riojana (Mello-Leitão, 1941)
- Aphirape riparia Galiano, 1981
- Aphirape uncifera (Tullgren, 1905)

## Publication originale
- C. L. Koch, 1850 : Übersicht des Arachnidensystems. Nürnberg, vol. 5, p. 1-77 (texte intégral).